# Leal Senado
Pour les articles homonymes, voir Leal.
Le Leal Senado (signifiant en portugais « Loyal Sénat ») est un bâtiment public situé à Macao, en république populaire de Chine. Il était le siège de l'Assemblée législative au cours de la période où le territoire était un territoire d'outremer et abrite l'Institut pour les affaires municipales depuis 2019.

## Situation
L'édifice s'élève sur l'avenue Almeida Ribeiro, à l'extrémité sud-ouest de la place du Sénat (Largo do Senado), dans la freguesia de São Lourenço.

## Histoire
Le bâtiment est érigé en 1784 dans un style néoclassique pour abriter les autorités municipales de la ville. Le titre de Leal Senado est octroyé au Conseil de Macao en 1810 par le prince-régent Jean de Bragance, qui deviendra plus tard le roi Jean VI de Portugal, comme une récompense pour la fidélité de Macao au Portugal durant l'Union ibérique, entre 1580 et 1640.
À partir des années 1920, le bâtiment abrite également le Conseil législatif, organe représentatif de la colonie, rebaptisé « Assemblée législative » en 1973.
Après la rétrocession de Macao à la Chine en 1999, il devient le siège de l'Institut pour les affaires civiques et municipales (Instituto para os Assuntos civicos e Municipais) remplacé en 2019 par l'Institut pour les affaires municipales.
Depuis 2005, il fait partie du Centre historique de Macao, inscrit au patrimoine mondial de l'UNESCO.